# Voivodato di Volinia (1921-1939)
Il voivodato di Volinia (in polacco Województwo wołyńskie) fu un'unità di divisione amministrativa della Polonia dal 1921 al 1939. Cessò di esistere nel settembre 1939, a seguito dell'invasione tedesca e sovietica della Polonia.

## Geografia
Il voivodato di Volinia si trovava all'angolo sud-orientale della Polonia, confinante con l'Unione Sovietica a est, il voivodato di Lublino a ovest, il voivodato della Polesia a nord e i voivodati di Leopoli e Tarnpol a sud. Inizialmente, l'area del Voivodato nella nuova Polonia era di 30.276 km². Il 16 dicembre 1930, la contea di Sarny, che misurava 5.478 km² di terra, fu trasferita dal voivodato di Polesia al Voivodato di Volinia. Di conseguenza, l'area totale del voivodato di aumentò a 35.754 km², rendendola la seconda provincia più grande della Polonia.

## Società

### Popolazione
Nel censimento del 1921 risultavano censiti 1.437.907 abitanti.
Popolazione del voivodato di Volinia nel 1921 per nazionalità dichiarata:
- Ucraini: 983 596 (68,4%)
- Polacchi: 240 922 (16,8%);
- Ebrei: 151 744 (10,6%)
- Cechi (i cosiddetti Cechi di Volinia): 25 405 (1,77%)
- Tedeschi: 24 960 (1,74%)
- Russi: 9 450 (0,66%)

Entro i confini del 1931 (insieme alla contea di Sarny incorporata nel voivodato nel 1930 dal voivodato della Polesia), la popolazione del voivodato di Volinia nel 1921 era di 1.584.157 persone, di cui 265.486 (16,8%) polacchi, 1.087.383 (68,6%) ucraini , 165.972 (10,5%) ebrei, 25.474 (1,6%) tedeschi, 25.491 (1,6%) cechi e 1.717 bielorussi[14].
Popolazione del voivodato di Volinia nel 1931 in base alla lingua madre dichiarata:
- Ucraini: 68,4%
- Polacchi: 16,6%
- Ebrei: 9,9%
- Tedeschi: 2,3%
- altri: 2,8% (inclusi cechi (1,5%), russi (1,1%))